# Puddingfabriek (Venlo)
De Puddingfabriek is een historisch pand en gemeentelijk monument aan de Houtstraat in de binnenstad van de Nederlandse plaats Venlo.

## Geschiedenis
Het pand is van oorsprong een 15e-eeuws koopmanshuis met een middeleeuwse kern. Het diende als handelshuis met opslag op de tweede verdieping en zolder. 
In 1526 werd er een stuk aangebouwd, haaks op het originele pand. In de vroege 17e eeuw vond nogmaals een verbouwing plaats. Onder een kleine binnenplaats bevindt zich een waterput. In de 18e eeuw is het in gebruik geweest als logement.

## Bank van Leening
Vanaf 1881 was in het pand de Bank van Leening gevestigd. Deze oudst bekende bank van Venlo werd opgericht in 1723. Na de Franse overheersing, waarin zij werd verboden, werd de bank in 1818 weer opgericht. Tot 1911 bleef de bank als gemeentelijke bank in het pand gevestigd, maar in dat jaar werd de bank conform de 'pandhuiswet' opgeheven. Daarna heeft de bank nog enige tijd als particuliere bank voortbestaan.

## Puddingfabriek
In 1934 werd in het pand een puddingfabriek gevestigd, onder de naam Crème Puddingpoederfabriek Javero. Het bedrijf bleef bestaan tot 1974, maar hield zich de laatste jaren van zijn bestaan bezig met handel in levensmiddelen.

## Huidige situatie
Nadat de puddingfabriek werd opgeheven heeft het pand lange tijd leeggestaan. Het verlaten pand is gerenoveerd, mede gesubsidieerd door de Provincie Limburg. In het pand zijn woningen gerealiseerd voor starters en studenten. Tevens opende in 2018 Galerie de Puddingfabriek op de benedenetage van het pand. In de galerie exposeren internationale kunstenaars hedendaagse kunst.

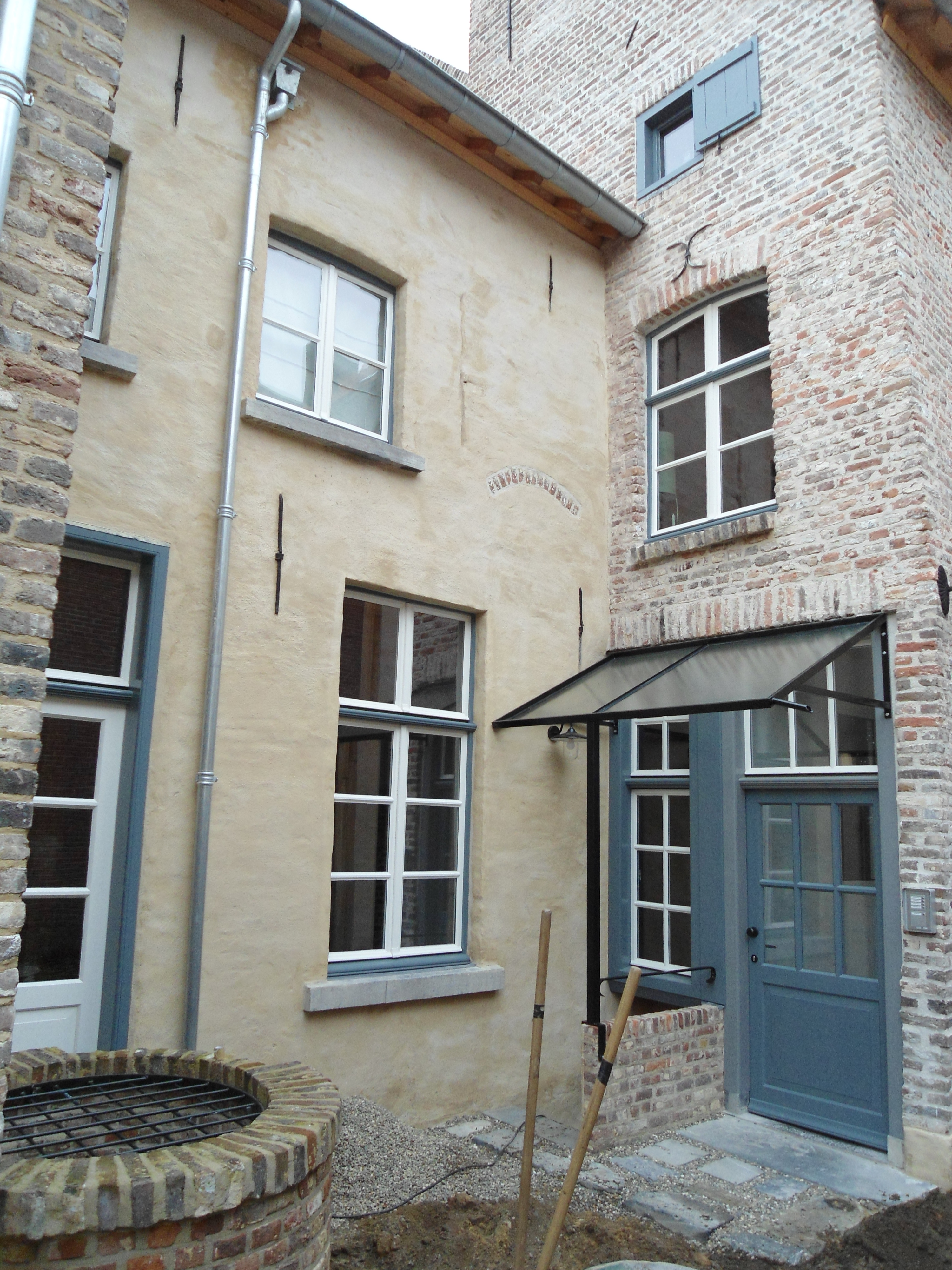
De binnenplaats achter de Puddingfabriek te Venlo
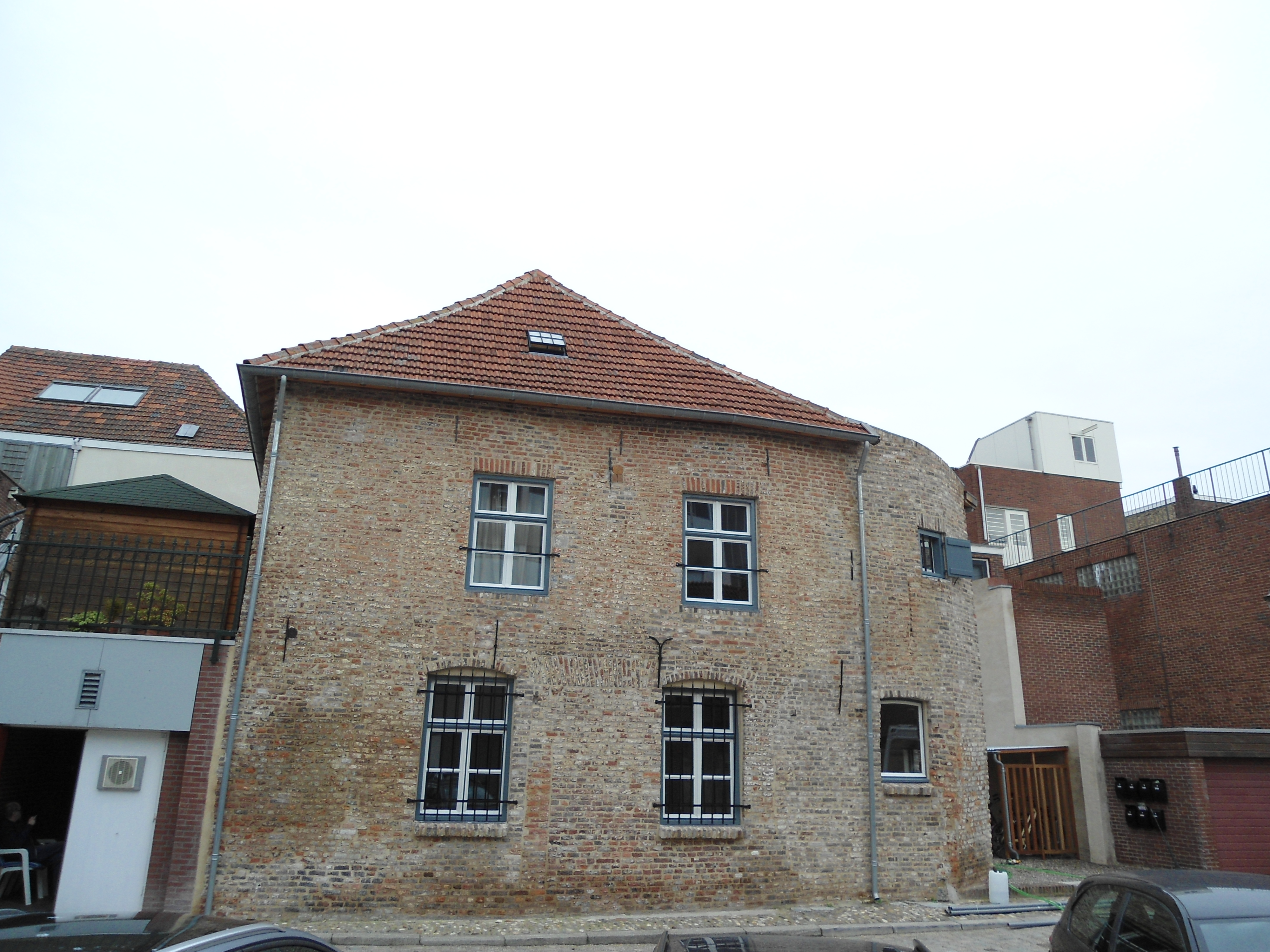
De Puddingfabriek te Venlo na de restauratie
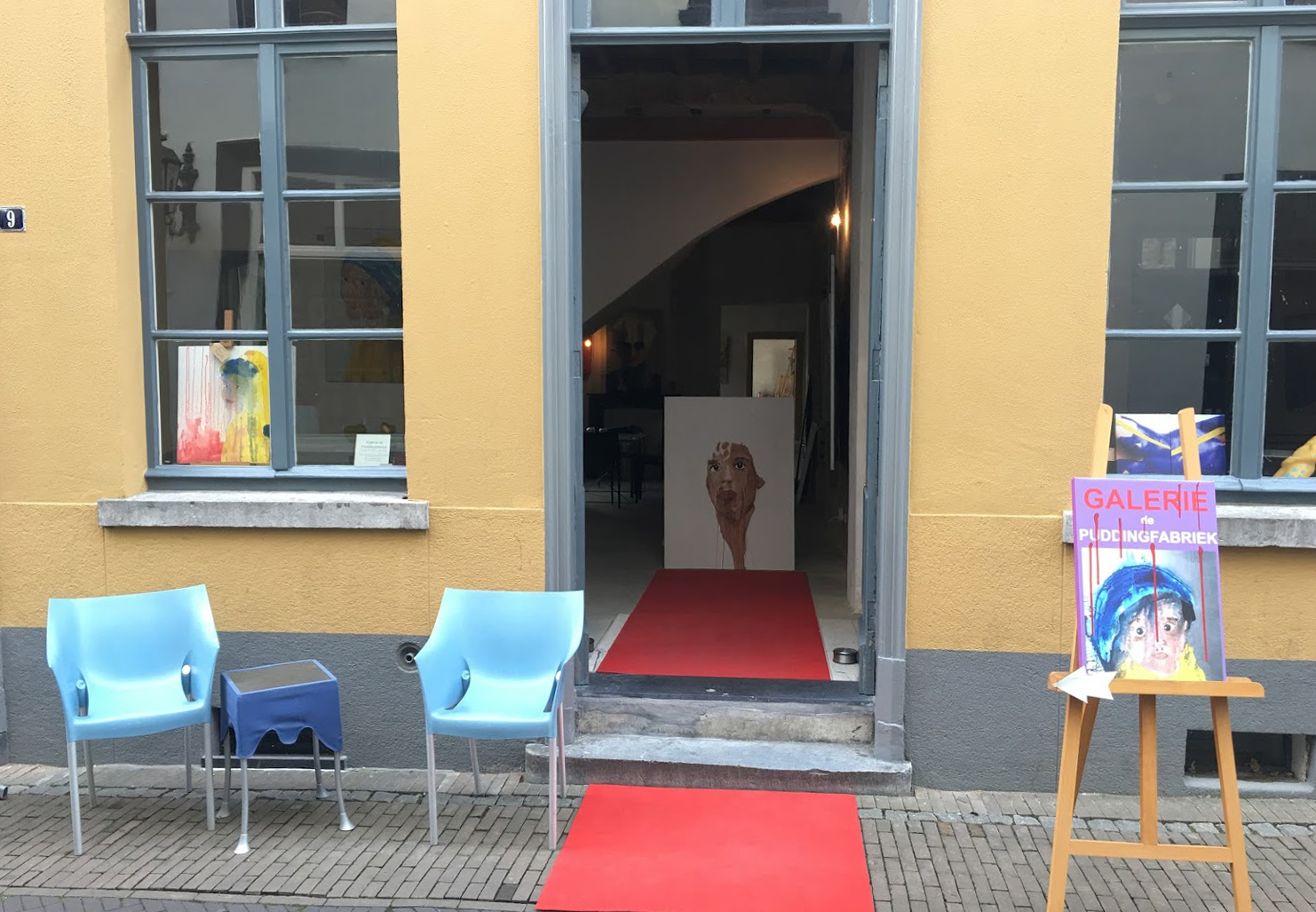
Entree Galerie de Puddingfabriek te Venlo